# 名古屋小6受験殺人事件
名古屋小6受験殺人事件(なごやしょうろくじゅけんさつじんじけん)とは、2016年（平成28年）8月21日に、愛知県名古屋市北区のマンションで、父親が小学6年の長男（当時12歳）を包丁で刺し、死亡させた日本の教育虐待・殺人事件である。

## 概要
2016年8月21日、名古屋市北区の自宅マンションで、父親が当時小学6年の息子（12歳）の胸を包丁で刺し、失血死させる事件が発生した。
当時、父親は息子に対し中学受験をさせており、2019年6月21日に名古屋地方裁判所で行われた初公判で検察側は「指示通りに勉強しないと怒鳴ったり、暴力を振るったりした」と説明している。また2016年1月からは、脅しとして刃物を使用し、事件1、2日ほど前は父親が息子の足を切りつけるなどの傷害を加えていた。
また父親は自身の母校である有名な私立中学校に進学させるために勉強させようと、日常的に暴力を振るって事件に繋がったと見られている。初公判では、父親の弁護人が「胸の傷は事故によって生じたもの」と主張し、意図的な犯行を否定した。
また2019年（令和元年）6月24日に行われた裁判では、息子の母親が検察側の証人として出廷し、「父親ははじめは息子を可愛がっていたようだが息子が小学3年生の終わり頃に学習塾に入ってから暴力がエスカレートし、教科書を破ったり、積み重ねた本を蹴ったり破いたりするところを母親が目撃していた。また母親が父親のことを止めに入ろうとすると、『受験もしたこともないやつがガタガタ言うんじゃない』と父親が発言し、また息子の毛髪が抜けているところがあり、息子が『パパに抜かれた』と発言し、母親が『このまま家を出よう』と提案すると、息子が『パパとママ一緒がいいから嫌だ』と言っていた」と証言した。7月19日、名古屋地方裁判所は、父親に対し殺人の罪で懲役13年の実刑判決を言い渡した。